# ميموزا (فلم)
ميموزا (بالإسبانية: Mimosas) هو فيلم درامي عرض في عام 2016 أخرجه وكتبه أوليفر ليكس الذي وصفه بأنه «ديني غربي». الفيلم هو إنتاج مشترك بين إسبانيا والمغرب وفرنسا وقطر. تم عرضه في قسم أسبوع النقاد الدولي في مهرجان كان السينمائي لعام 2016 حيث فاز بجائزة نيسبريسو الكبرى.
الفيلم يقتبس مشاهد من فيلم المخرج بن ريفرز في السماء ترتجف والأرض خائفة وذو العينين ليسوا إخوة المقتبس من قبل أرتانجيل الذي رافقه: فيلم ريفيرز يصور صانع الأفلام الغربي الذي عمل في شمال أفريقيا واستخدم لقطات من صنع ميموزا. في تقييم جوناثان رومني: "هذا هو جزئيا شخصيات بارزة في دراسة المناظر الطبيعية مع شخصيات - والبغال المصاحبة لها - غالبا ما تندمج في اتساع متنوع ولكن عادة المناظر الطبيعية عميقة للغاية. لكن المدلى بها يجعل استخدامه غير المذهل من غير مهني وليكس لديه عين متعرجة للوجوه التي تحكي قصة.

## الملخص
ينقسم الفيلم إلى ثلاثة أقسام. سميت بمواقف صلاة مختلفة من الراكة الإسلامية. سرعته تأملية مع القليل من الحوار أو الموسيقى. يبدو أنه يصور عالمين مختلفين ضمنا من مختلف الزمانيات: واحد يتميز باللباس الحديث والسيارات المضطربة وأبراج الكهرباء والحياة الحضرية (ربما في الوقت الحاضر) وواحد يتميز بالملابس التقليدية والسفر من قبل القدم والبغال وحرائق المخيمات والبرية.
في السياق الحديث يتميز شكيب بأنه شاب ورجل مجرد معروف بعلمه الروحاني الذي يبدو أنه ميكانيكي. يتم اختياره من قبل رئيسه لضمان رحلة الشيخ ناجحة بعد واحد أحمد والمسير في الصحراء نحو جبال الأطلس.
في الوضع الآخر تسافر قافلة صغيرة يقودها شيخ طاعن في السن نحو مدينة سيغيلماسا القديمة (والمدمرة الآن). يسعى للوصول إلى عائلته حتى يتمكن من الموت بين أحبائه. مع القافلة اثنين من المحاربين وهما أحمد وسعيد الذين يأملان في البداية بسرقة القافلة. على الرغم من مخاوف أصحابه يصر الشيخ على السفر عبر الجبال من أجل تقصير رحلتهم. ومع ذلك يموت في الجبال. من أجل الدفع أحمد وسعيد يعرضان أخذ جسده في إنجيلاتيون في سيغيلماسا بينما بقية القافلة تعود. عند هذه النقطة يظهر شكيب وينضم إليهم. أحمد يحرر سرا البغل الذي يحمل جسد الشيخ على أمل أن يجني نفسه الرحلة ولكن شكيب يصر على العثور عليه وتدريجيا تتطور الأحداث. يعثر على البغل مع مسافرين اثنين غريبين وهما الكبير في السن محمد وابنته البكماء إكرام ويمضون قدما وشكيب يحاول اقناع أحمد في إيجاد مهارات القيادة الداخلية.
يدخلون بلد العصابة ويتعرضون للهجوم ويقتل محمد. يكافح شكيب في دوره كموجه روحاني أكثر من مرة يقول أحمد: «إذا كنت تفعل بشكل جيد فسوف نفعل ما هو أفضل»! في وقت لاحق يحاول أحمد التخلي عن الرحلة وفي حين أن المجموعة مجزأة فإن سعيد وإكرام يتعرضان للهجوم: قتل سعيد واختطفت إكرام. في هذه المرحلة الفيلم يتناقض بشكل متزايد بين اثنين من الزمانية: يبدو أنه في الوضع الحديث أحمد هو غير المرغوب فيه وتصور أن الأحداث هي في خياله. شكيب يأخذ أحمد في مهمة لإنقاذ إكرام الذي نرى أنها تتعرض للتعذيب حتى الموت. الفيلم ينتهي باتهام الرجلين في مخيم العصابة.

## البطولة
- أحمد حمود في دور أحمد
- شكيب بن عمر في دور شكيب
- سعيد عجلي في دور سعيد
- إكرام أنزولي في دور إكرام
- أحمد العثيماني في دور محمد
- حامد فرجد في دور الشيخ
- مارغريتا ألبوريس في دور نور
- عبد اللطيف هويدار في دور الدليل